# Otomys occidentalis
Otomys occidentalis és una espècie de mamífer rosegador de la família dels múrids. Viu a altituds d'entre 1.900 i 3.000 msnm al Camerun i Nigèria. El seu hàbitat natural són els herbassars amb falgueres situats a les clarianes dels boscos de muntanya. Està amenaçat per la desforestació provocada per l'expansió dels camps de conreu. El seu nom específic, occidentalis, significa 'occidental' en llatí.